# Drei stahlharte Profis
Drei stahlharte Profis (Originaltitel: Three) ist eine US-amerikanische Actionserie von Evan Katz. Sie hatte am 2. Februar 1998 bei The WB Premiere.

## Handlung
Eine geheime Organisation bereichert sich an den Fähigkeiten von drei Kriminellen: Der Juwelendieb Jonathan Vance, die Nahkämpferin Amanda Webb und der Profi-Hacker Marcus Miller. Alle drei werden von der mysteriösen Organisation erpresst, gemeinsam als Team zu arbeiten und Aufträge zu erfüllen, mit welchen niemand in Verbindung gebracht werden möchte.

## Synchronisation
| Figur          | Schauspieler    | Synchronsprecher |
| -------------- | --------------- | ---------------- |
| Jonathan Vance | Edward Atterton |                  |
| Amanda Webb    | Julie Bowen     |                  |
| Marcus Miller  | Bumper Robinson |                  |
| Der Mann       | David Warner    | Jürgen Thormann  |

## Produktion und Ausstrahlung
Insgesamt wurden von der Serie 13 Episoden produziert. Die Ausstrahlung im US-Fernsehen 1998 hatte jedoch nur mäßigen Erfolg, aus diesem Grund wurden in den USA lediglich acht Folgen ausgestrahlt.
In Deutschland wurde zwischen 1999 und 2002 die komplette Serie im vollen Umfang gezeigt, wobei Sat.1 1999 zunächst nur die ersten sieben Episoden sendete. Erst bei einer weiteren Ausstrahlung auf dem digitalen Spartensender Krime & Co im Jahr 2000 folgten weitere fünf Folgen. Zwischen 2001 und 2002 wurde auf Kabel eins erstmals die kompletten 13 Episoden veröffentlicht.

## Episodenliste
| Nr. (ges.) | Nr. (St.) | Deutscher Titel           | Originaltitel              | Erstausstrahlung USA | Deutschsprachige Erstausstrahlung (D) |
| ---------- | --------- | ------------------------- | -------------------------- | -------------------- | ------------------------------------- |
| 1          | 1         | Kein Entkommen            | You are Cordially Required | 2. Feb. 1998         | 28. Mai 1999                          |
| 2          | 2         | Der Diamant               | Hope                       | 9. Feb. 1998         | 28. Mai 1999                          |
| 3          | 3         | Nur ein Augenblick        | Blink Of An Eye            | 16. Feb. 1998        | 4. Juni 1999                          |
| 4          | 4         | Eine Legende kehrt zurück | Like Felon, Like Daughter  | 23. Feb. 1998        | 11. Juni 1999                         |
| 5          | 5         | Avatar                    | Avatar                     | 2. März 1998         | 18. Juni 1999                         |
| 6          | 6         | Das Objekt                | The Item                   | 9. März 1998         | 2. Juli 1999                          |
| 7          | 7         | Tödliche Ware             | Buyer Beware               | 16. März 1998        | 25. Juli 1999                         |
| 8          | 8         | Spiel um dein Leben!      | The Games                  | 23. März 1998        | 25. Feb. 2000                         |
| 9          | 9         | Teuflische Träume         | You Must Rember This       | Nicht ausgestrahlt   | 3. Feb. 2000                          |
| 10         | 10        | Der Nachtgeist            | Now You See It             | Nicht ausgestrahlt   | 10. Feb. 2000                         |
| 11         | 11        | Die Flucht                | Break Out                  | Nicht ausgestrahlt   | 17. Feb. 2000                         |
| 12         | 12        | Heißer Stoff              | Emeral City                | Nicht ausgestrahlt   | 24. Feb. 2000                         |
| 13         | 13        | Unternehmen Mord          | Uncontrollable Urge        | Nicht ausgestrahlt   | 31. März 2002                         |